# Брисе Шоањи
Брисе Шоањи (фр. Brissay-Choigny) насеље је и општина у североисточној Француској у региону Пикардија, у департману Ен (Пикардија) која припада префектури Сен Кентен.
По подацима из 2011. године у општини је живело 307 становника, а густина насељености је износила 34,19 становника/km². Општина се простире на површини од 8,98 km². Налази се на средњој надморској висини од 76 метара (максималној 113 m, а минималној 52 m).

## Демографија
| 1962. | 1968. | 1975. | 1982. | 1990. | 1999. | 2011. |
| ----- | ----- | ----- | ----- | ----- | ----- | ----- |
| 312   | 354   | 324   | 340   | 318   | 301   | 307   |

График промене броја становника у току последњих година